# Рандриамамундзи, Фредерик
Фредерик Рандриамамундзи (малаг. Frederic Randriamamonjy; 25 мая 1932 — 9 апреля 2025) — малагасийский государственный деятель, дипломат и писатель.

## Биография
Сын протестантского пастора. Начал преподавать в 1958 году в протестантской школе Амбатунаканга, затем в Антананариву. В том же году начал и политическую деятельность — стал членом только что созданной Партии конгресса независимости Мадагаскара (АКФМ). В 1970—1975 годах работал во Всемирном совете церквей в Женеве (Швейцария). С марта 1976 по декабрь 1986 года был послом Мадагаскара в СССР с аккредитацией по совместительству в ГДР, Польше, Чехословакии, Венгрии и Болгарии. В 1993 году избран депутатом Национального собрания и занимал эту должность до 1998 года. а с 1994 года стал членом Малагасийской академии.
Умер 9 апреля 2025 года в возрасте 92 лет.

## Семья
С 1960 года был женат на детской писательнице Эстер Рандриамамундзи (в дев. Расулуарималала) (род. 1933). Имел трёх дочерей и сына.